# Доп, Поль
Поль Луи́ Ама́н Доп (фр. Paul Louis Amans Dop; 1876—1954) — французский ботаник.

## Биография
Поль Доп родился 25 февраля 1876 года в Тулузе. Учился в Тулузском лицее и на факультете естественных наук Тулузского университета, в 1903 году получил степень доктора наук. Затем занимался в Тулузском университете преподавательской деятельностью. В 1927 году Доп был назначен почётным профессором.
В 1931 году Поль Доп стал кавалером ордена Почётного легиона.
Поль Луи Аман Доп скончался 19 августа 1954 года в Лектуре.
Доп был автором разделов книги П. А. Леконта Flore Générale de l’Indo-Chine, посвящённые семействам Мальпигиевые, Вакциниевые, Клетровые, Эриковые, Эпакрисовые, Сальвадоровые, Логаниевые, Горечавковые (в соавторстве с Ф. Ганьепеном), Бигнониевые и Вербеновые.

## Некоторые научные работы
- Dop, P. Recherches sur la structure et le déveleppement de la fleur des Asclépiadées. — Toulouse, 1903. — 119 p.
- Dop, P.; Gautié, A. Manuel de technique botanique. — Paris, 1908. — 534 p.
- Dop, P. Verbenacées // Flore Générale de l'Indo-Chine / in P. H. Lecomte et al. — 1935—1936. — Vol. IV. — P. 774—913.

## Роды растений, названные в честь П. Допа
- Pauldopia Steenis, 1969